# Vela ai Giochi della XXXIII Olimpiade - Nacra 17
Le gare di vela della classe Nacra 17 mista valide per la XXXIII Olimpiade si svolgono dal 3 al 7 agosto 2024 presso la marina di Roucas-Blanc, nei pressi di Marsiglia. Partecipano alla competizione 19 equipaggi.
I punti sono assegnati in base alle posizioni finali in ciascuna regata (1 al primo, 2 al secondo etc.). Sono considerati i migliori 11 punteggi delle dodici regate di qualificazione, e ciascun equipaggio può scartare il punteggio più alto. In caso di squalifica, ritiro o mancata partenza per una regata, all'equipaggio vengono assegnati 20 punti per quella regata ovvero uno in più di quanti ne avrebbe avuto se si fosse classificato ultimo.
I 10 equipaggi con il punteggio più basso gareggiano in un'ultima regata, chiamata "Medal Race" in cui il punteggio vale doppio e va a sommarsi a quello delle 11 regate di qualificazione.

## Calendario
Tutti gli orari sono CEST (UTC+2)
| Data                    | Ora   | Turno                   |
| ----------------------- | ----- | ----------------------- |
| Sabato, 3 agosto 2024   | 13:05 | Race 1 Race 2 Race 3    |
| Domenica, 4 agosto 2024 | 15:45 | Race 4 Race 5 Race 6    |
| Lunedì, 5 agosto 2024   | 12:05 | Race 7 Race 8 Race 9    |
| Martedì, 6 agosto 2024  | 12:05 | Race 10 Race 11 Race 12 |
| Giovedì, 8 agosto 2024  | 12:18 | Medal Race              |

## Risultati[1]
| Pos. | Paese         | Equipaggio                                       | Regata | Regata | Regata | Regata | Regata | Regata | Regata | Regata | Regata | Regata | Regata | Regata | Regata | Punti | Punti |
| Pos. | Paese         | Equipaggio                                       | 1      | 2      | 3      | 4      | 5      | 6      | 7      | 8      | 9      | 10     | 11     | 12     | M      | Tot   | Net   |
| ---- | ------------- | ------------------------------------------------ | ------ | ------ | ------ | ------ | ------ | ------ | ------ | ------ | ------ | ------ | ------ | ------ | ------ | ----- | ----- |
|      | Italia        | Ruggero Tita Caterina Banti                      | 1      | 1      | 2      | 1      | 1      | 1      | 1      | 6      | 6      | 20 UFD | 5      | 2      | 4      | 51    | 31    |
|      | Argentina     | Mateo Majdalani Eugenia Bosco                    | 2      | 2      | 5      | 10     | 6      | 6      | 3      | 2      | 2      | 1      | 2      | 12     | 14     | 67    | 55    |
|      | Nuova Zelanda | Micah Wilkinson Erica Dawson                     | 5      | 3      | 7      | 2      | 2      | 3      | 2      | 4      | 9      | 17     | 3      | 7      | 16     | 80    | 63    |
| 4    | Gran Bretagna | John Gimson Anna Burnet                          | 8      | 4      | 6      | 3      | 4      | 9      | 4      | 5      | 4      | 5      | 1      | 3      | 22 OCS | 78    | 69    |
| 5    | Francia       | Tim Mourniac Lou Berthomieu                      | 6      | 6      | 8      | 5      | 7      | 4      | 20 UFD | 1      | 12     | 4      | 4      | 15     | 2      | 94    | 74    |
| 6    | Paesi Bassi   | Laila van der Meer Bjarne Bouwer                 | 4      | 20 DNF | 9      | 7      | 8      | 8      | 6      | 7      | 3      | 2      | 11     | 5      | 8      | 98    | 78    |
| 7    | Finlandia     | Sinem Kurtbay Akseli Keskinen                    | 3      | 7      | 4      | 4      | 11     | 5      | 7      | 11     | 11     | 12     | 15     | 4      | 18     | 112   | 97    |
| 8    | Germania      | Paul Kohlhoff Alica Stuhlemmer                   | 18     | 9      | 3      | 6      | 3      | 2      | 13     | 8      | 5      | 14     | 17     | 10     | 10     | 118   | 100   |
| 9    | Brasile       | Joao Siemsen Marina Mariutti Arndt               | 14     | 10     | 11     | 11     | 5      | 11     | 5      | 14     | 7      | 8      | 13     | 14     | 6      | 129   | 115   |
| 10   | Svezia        | Emil Järudd Hanna Jonsson                        | 13     | 18     | 10     | 8      | 9      | 14     | 16     | 13     | 1      | 7      | 6      | 9      | 12     | 136   | 118   |
| 11   | Spagna        | Tara Pacheco van Rijnsoever Andrés Barrio Garcia | 12     | 8      | 1      | 9      | 15     | 12     | 8      | 9      | 17     | 20 UFD | 16     | 6      | -      | 133   | 113   |
| 12   | Danimarca     | Natacha Saouma-Pedersen Mathias Bruun Borreskov  | 9      | 5      | 12     | 16     | 10     | 10     | 14     | 15     | 16     | 10     | 8      | 8      | -      | 133   | 117   |
| 13   | Australia     | Brin Liddell Rhiannan Brown                      | 11     | 11     | 13     | 13     | 12     | 7      | 9      | 12     | 13     | 6      | 14     | 17     | -      | 138   | 121   |
| 14   | Cina          | Mai Huicong Chen Linlin                          | 7      | 14     | 15     | 12     | 14     | 13     | 20 UFD | 10     | 10     | 16     | 18     | 1      | -      | 150   | 130   |
| 15   | Austria       | Lukas Haberl Tanja Frank                         | 16     | 12     | 14     | 15     | 16     | 15     | 15     | 3      | 8      | 9      | 10     | 16     | -      | 149   | 133   |
| 16   | Stati Uniti   | Sarah Newberry Moore David Liebenberg            | 10     | 16     | 18     | 14     | 13     | 16     | 11     | 20 UFD | 15     | 3      | 12     | 13     | -      | 161   | 141   |
| 17   | Giappone      | Shibuki Iitsuka Oura Nishida Capiglia            | 17     | 17     | 19     | 17     | 17     | 17     | 10     | 17     | 19     | 11     | 7      | 11     | -      | 179   | 160   |
| 18   | Turchia       | Alican Kaynar Beste Kaynakçı                     | 19     | 13     | 17     | 19     | 18     | 20 DNF | 12     | 20 UFD | 14     | 13     | 9      | 19     | -      | 193   | 173   |
| 19   | Belgio        | Lucas Claeyssens Eline Verstraelen               | 15     | 15     | 16     | 18     | 19     | 18     | 20 UFD | 16     | 18     | 15     | 19     | 18     | -      | 207   | 187   |